# Bouchy-Saint-Genest

Bouchy-Saint-Genest este o comună în departamentul Marne, Franța. În 2009 avea o populație de 168 de locuitori.